# Powiat szczeciński
Powiat szczeciński – powiat ziemski województwa szczecińskiego istniejący do roku 1975. Jego ośrodkiem administracyjnym był Szczecin i miał identyczne granice jak dzisiejszy powiat policki.
Utworzony w maju 1946 roku, z przypadłych Polsce na mocy postanowień konferencji poczdamskiej części niemieckich powiatów rędowskiego i wkryujskiego. Istnienie w latach 1945–46 Enklawy Polickiej opóźniło powojenną odbudowę i rozwój rejonu oraz przyczyniło się do lokalizacji siedziby powiatu ziemskiego nie w Policach, a w Szczecinie. Przed powołaniem powiatu szczecińskiego, w latach 1945-1946 północna część powiatu szczecińskiego pochodząca ze wschodniej części niemieckiego powiatu wkryujskiego, tworzyła powiat wielecki z siedzibą w Nowym Warpnie, położonym poza granicami Enklawy Polickiej.
Po reformie administracyjnej z 1975 roku i likwidacji powiatów, jego terytorium weszło w skład nowego (mniejszego) województwa szczecińskiego. Przywrócono kolejną reformą w 1999 w nowoutworzonym województwie zachodniopomorskim pod nazwą powiat policki z siedzibą w Policach.